# Corkin Cherubini
 (octobre 2024).
La mise en forme du texte ne suit pas les recommandations de Wikipédia : il faut le « wikifier ».
Les points d'amélioration suivants sont les cas les plus fréquents. Le détail des points à revoir est peut-être précisé sur la page de discussion.
- Les titres sont pré-formatés par le logiciel. Ils ne sont ni en capitales, ni en gras.
- Le texte ne doit pas être écrit en capitales (les noms de famille non plus), ni en gras, ni en italique, ni en « petit »…
- Le gras n'est utilisé que pour surligner le titre de l'article dans l'introduction, une seule fois.
- L'italique est rarement utilisé : mots en langue étrangère, titres d'œuvres, noms de bateaux, etc.
- Les citations ne sont pas en italique mais en corps de texte normal. Elles sont entourées par des guillemets français : « et ».
- Les listes à puces sont à éviter, des paragraphes rédigés étant largement préférés. Les tableaux sont à réserver à la présentation de données structurées (résultats, etc.).
- Les appels de note de bas de page (petits chiffres en exposant, introduits par l'outil «  Source ») sont à placer entre la fin de phrase et le point final[comme ça].
- Les liens internes (vers d'autres articles de Wikipédia) sont à choisir avec parcimonie. Créez des liens vers des articles approfondissant le sujet. Les termes génériques sans rapport avec le sujet sont à éviter, ainsi que les répétitions de liens vers un même terme.
- Les liens externes sont à placer uniquement dans une section « Liens externes », à la fin de l'article. Ces liens sont à choisir avec parcimonie suivant les règles définies. Si un lien sert de source à l'article, son insertion dans le texte est à faire par les notes de bas de page.
- La présentation des références doit suivre les conventions bibliographiques. Il est recommandé d'utiliser les modèles {{Ouvrage}}, {{Chapitre}}, {{Article}}, {{Lien web}} et/ou {{Bibliographie}}. Le mode d'édition visuel peut mettre en forme automatiquement les références.
- Insérer une infobox (cadre d'informations à droite) n'est pas obligatoire pour parachever la mise en page.

Pour une aide détaillée, merci de consulter Aide:Wikification.
Si vous pensez que ces points ont été résolus, vous pouvez retirer ce bandeau et améliorer la mise en forme d'un autre article.
Pour les articles homonymes, voir Cherubini (homonymie).
Corkin Cherubini (né le 25 avril 1944) est un éducateur, musicien et écrivain américain. Il est surtout connu pour ses efforts visant à remédier aux violations des droits civiques dans le petit district scolaire du sud où il était surintendant scolaire. Ses efforts ont été reconnus à l'échelle nationale, mettant en lumière un problème dans les districts scolaires, à l'échelle nationale. Il a reçu le John F. Kennedy Profile in Courage Award en 1996,.

## Biographie

### Jeunesse
Corkin Cherubini a passé sa jeunesse à Portland, dans l'Oregon, puis à Worcester, dans le Massachusetts. Il a passé la majeure partie de son collège et de son lycée dans le sud du New Jersey. Il a obtenu son diplôme du lycée de Vineland en 1962.
Cherubini est allé à l'Université de Troy à l'automne 1962 et a obtenu son diplôme avec spécialisation en littérature anglaise, histoire et esthétique dans les arts en 1967. Il a terminé ses études pour une maîtrise en éducation audiovisuelle à l'Université de Virginie et son doctorat en leadership éducatif à l'Université d'Auburn. En 1986, il a reçu une bourse du National Endowment for the Humanities pour étudier Hamlet de William Shakespeare à l'Université de Harvard.

### Carrière
En 1992, Cherubini a été élu surintendant scolaire du district scolaire du comté de Calhoun, en Géorgie, où il a enseigné pendant vingt-deux ans.
En tant que surintendant scolaire, Cherubini était en mesure d'enquêter sur le « suivi racial » des élèves de la maternelle au lycée. Il a découvert qu'aucun critère fiable n'était utilisé pour le placement en maternelle et que la composition des deux niveaux d'apprentissage inférieurs en maternelle restait pratiquement inchangée tout au long de l'école primaire et du collège. Cette pratique garantissait automatiquement que les enfants des filières inférieures, principalement les enfants de couleur, étaient destinés à des filières non académiques au lycée.
Le plan initial de Cherubini était d'équilibrer la composition des classes, en commençant par la maternelle. Chaque année, un niveau supplémentaire présenterait une composition de classe plus équilibrée. Cependant, le tollé public a nécessité des mesures plus strictes et Cherubini s'est tourné vers le ministère de l'Éducation et le Bureau des droits civils pour obtenir de l'aide.
Fin 1994, le Bureau des droits civils et Miami Equity Associates, une branche du Southeastern Desegregation Center financée par le gouvernement fédéral, ont conclu que ni les résultats des tests, ni les notes, ni l'évaluation des enseignants n'étaient utilisés pour le placement des élèves, ce qui constituait une violation de la Loi sur les droits civils de 1964. En conséquence, le modèle de suivi à quatre niveaux du système de Cherubini a été abandonné. Le financement du département de l'Éducation des États-Unis a permis au système de former les enseignants afin qu'ils puissent enseigner efficacement à une classe d'enfants ayant de nombreux niveaux de capacité d'apprentissage,.
Le combat de Cherubini reflétait un débat national sur le suivi et les difficultés de changer cette culture. La détermination de Cherubini à faire en sorte que tous les élèves de son système scolaire bénéficient d'une égalité des chances en matière d'éducation a mis en lumière un problème omniprésent, non seulement dans le Sud, mais dans toute l'Amérique. Les efforts de Cherubini ont engendré un changement à l'échelle nationale.

### Récompenses
En 1996, Cherubini a reçu le John F. Kennedy Profile in Courage Award. Il était le septième lauréat et le premier politicien local à recevoir ce prix. Il a été félicité pour son courage et son leadership dans son travail en faveur d'une éducation de qualité pour les enfants.
Quand on lui a demandé s'il suivrait la même ligne de conduite ou une voie plus sûre, Cherubini a répondu : « Il n'y a pas une seule action que je changerais. En tant que principal défenseur des enfants de mon comté, j'ai soigneusement pris chaque décision pour le bien-être et l'amélioration de ces enfants, et je devrais suivre une voie similaire même si les conséquences seraient bien plus redoutables. »
Cherubini a pris sa retraite en 1997. Depuis, il a écrit et publié deux livres, « Gang Stalking: The Threat to Humanity » sur le gang-stalking et « Suzanne: Targeted for Death » sur un individu ciblé. Il a également écrit, interprété et produit deux CD de musique de protestation politique, « Indigo After Rain » (2008) et en 2009, « Back to Boheme ».

## Publications
Essai
- Global Thuggery: Insights on Control by Terror, Torture, and Targeting of American Citizens, 2020.

Autobiographie
- « Gang Stalking: The Threat to Humanity », 2014  (ISBN 9781500422936).

Nouvelle
- « Suzanne: Targeted for Death », 2015  (ISBN 978-1517101350).

Spoken word
- « Indigo After Rain » (2008)
- « Back to Boheme » (2009)